# Marie Petipa
Marie Petipa, pseudonimo di Marija Mariusovna Petipa (in russo Мария Мариусовна Петипа?; San Pietroburgo, 29 ottobre 1857 – Parigi, 1930), è stata una ballerina russa.

## Biografia
Era figlia di Marius Petipa, sotto il quale compì i suoi studi di danza, e Maria Petipa (Marija Surovščikova).
Debuttò al  Teatro Mariinskij nel 1875 in Le Dahlia bleu e danzò fino al 1911, principalmente nel repertorio russo. Sposò il ballerino Sergei Legat (1875-1905). Dopo il suicidio del marito, visse in Francia.